# Thomas Barnardo
Thomas John Barnardo, né à Dublin, (4 juillet 1845 - 19 septembre 1905) est un philanthrope irlandais, fondateur et directeur d'asiles pour enfants déshérités. Entre la fondation de son premier asile, en 1870, et sa mort, près de 60 000 enfants sont pris en charge, dans des conditions controversées à l'époque même, en raison de la pratique de "l'enlèvement philanthropique" à leurs parents que Barnardo revendique. Son œuvre est poursuivie aujourd'hui par l'institution charitable britannique Barnardo's.

## Biographie

### Jeunesse
Son père est un juif sépharade, sa mère une Anglaise membre des Frères de Plymouth (auxquels il se convertit le 26 mai 1862). Barnardo est un chrétien évangélique. Il quitte Dublin en 1866, dans l'intention de se former en médecine missionnaire et de travailler en Chine avec la Mission à l'intérieur de la Chine récemment formée. Il vit avec la famille de Hudson Taylor pendant qu'il étudie la médecine à l'Hôpital royal de Londres. Il poursuit ensuite ses études à Édimbourg. C'est aussi à cette époque qu'il rencontre Jim Jarvis, un enfant sans domicile, âgé d'environ 8 ans, qui lui fait connaître d'autres enfants abandonnés.

### Asile duDrBarnardo
Son travail médical dans l'East End de Londres durant l'épidémie de choléra de 1866 est le début de sa prise de conscience du grand nombre d'enfants abandonnés et déshérités dans les villes d'Angleterre. Encouragé par le soutien du septième comte de Shaftesbury et du premier Comte Cairns, il abandonne ses ambitions initiales de travail missionnaire à l'étranger et commence à se consacrer à ce qui est l'œuvre de sa vie. La première des « Maisons du Dr Barnardo » ouvre en 1870, au 18, Stepney Causeway, à Londres. À partir de ce moment, l'ampleur de son travail ne cesse de croître, au point qu'à sa mort, en 1905, 112 « Maisons » de district sont fondées, en plus des branches missionnaires, à travers tout le Royaume-Uni.
Ces institutions sont créées dans le but de rechercher et recevoir les enfants des rues abandonnés, de les nourrir, les vêtir et les éduquer. Le système employé pour gérer l'institution est, en gros, le suivant : les nourrissons et les jeunes garçons et filles sont principalement embarqués dans des districts ruraux ; les filles de plus de quatorze ans sont envoyées dans des maisons d'éducation industrielle, où on leur enseigne d'utiles connaissances ménagères ; les garçons de plus de dix-sept ans sont d'abord testés dans des ateliers, puis employés sur place, envoyés en mer ou en émigration ; les garçons entre treize et dix-sept ans sont éduqués aux diverses tâches auxquelles ils sont mentalement ou physiquement aptes. Outre les différentes annexes nécessaires pour le travail en cours, il y avait aussi, entre autres, les institutions suivantes : un asile pour les filles en péril grave, une maison de convalescence en bord de mer et un hôpital pour les plus malades.
Barnardo et sa femme Syrie reçoivent, en présent de mariage, une maison à Barkingside, dans l'Essex. Là, Bernardo fonde un village de 24 hectares, dans le but de recréer, pour les enfants pauvres, une vie ressemblant à celle d'un village. Le 9 juillet 1876, la Maison de Village des Filles, avec 12 cottages, est inaugurée officiellement par Lord Cairns. La même année, une blanchisserie à vapeur moderne est ouverte. Au cours des ans, le nombre de cottages s'élève jusqu'à 66 en 1906, hébergeant quelque 1 300 filles. Il y a alors trois Villages près de Mossford Lodge à Barkingside, Ilford, Essex. Une Église des Enfants multiconfessionnelle est consacrée en 1894. L'Asile du village des Filles est alors devenu une vraie "cité-jardin". C'est là que le Dr Barnardo est enterré, en face de Cairns House. De nombreuses personnes assistent à ses funérailles. Le village est maintenant la direction de la fondation charitable Barnardo's pour les enfants.
En 1899, les diverses institutions et organisations sont légalement fusionnées sous l'intitulé de « L'Association nationale pour la réhabilitation des enfants pauvres abandonnés », mais l'institution est toujours familièrement nommée « Asiles du Dr Barnardo ». 

## Controverses
Les difficultés financières des orphelinats amènent Barnardo à vendre 17 700 enfants au Canada et à l’Australie. Certains de ces enfants étaient placés dans des fermes où ils bénéficient de moins de droits - et d'affection - que les enfants des fermiers.
La promotion de ses orphelinats qui exposent des photos des enfants « avant » et « après » leur acquisition a aussi fait l'objet de critiques au Royaume-Uni. Une partie de ces enfants était soustraite à leurs parents sur la base d'informations trompeuses, et étaient privés de possibilités de communiquer avec eux après leur voyage. Barnardo a revendiqué sur le moment « l’enlèvement philanthropique » d'enfants afin de « les sauver […] de la garde de parents et de tuteurs qui, à ma connaissance, menaient des vies infâmes et immorales ».